# Império Mogol
O Império Mogol, Império Mugal ou Império Mogul (em urdu: مغلیہ سلطنت; romaniz.: Mug̱liyah Salṭanat), autodesignado Gurkani (em persa: گورکانیان; romaniz.: Gūrkāniyān; "genro") foi um Estado existente entre 1526 e 1857 (com um interregno entre 1540 e 1555) que chegou a dominar quase todo o subcontinente indiano. A designação mogol parece ter sido apenas atribuída durante o século XIX e deriva de mongol, denotando a ascendência direta de Gengis Cã de seu fundador, Babur. A designação usada pelos portugueses para o imperador mogol era grão-mogol.
O Império Mogol é convencionalmente dito ter sido fundado em 1526 por Babur, um chefe guerreiro do que hoje é o Uzbequistão, que empregou a ajuda dos impérios safávida e otomano, para derrotar o sultão de Deli, Ibraim Lodi, na Primeira batalha de Panipate, e para varrer as planícies do Norte da Índia. A estrutura imperial mogol, no entanto, às vezes é datada de 1600, para o governo do neto de Babur, Aquebar. Esta estrutura imperial durou até 1720, até pouco depois da morte do último grande imperador, Aurangzeb, durante cujo reinado o império também atingiu sua extensão geográfica máxima. Reduzido posteriormente, especialmente durante o governo da Companhia das Índias Orientais na Índia, para a região em torno de Velha Deli, o império foi formalmente dissolvido pelo Raj britânico após a rebelião indiana de 1857.
O Império Mogol foi fundado em 1526, entrou em declínio a partir do início do século XVIII e foi extinto em definitivo pelo poderio britânico em 1857. No seu auge, o império foi possivelmente o Estado mais rico, sofisticado e poderoso do planeta. Contava com uma população entre 110 e 130 milhões de habitantes, distribuída em um território de mais de quatro milhões de quilômetros quadrados, que compreendia a maior parte do que é hoje a Índia, Paquistão, Afeganistão e Bangladexe. Após 1725 o poder mogol entrou em rápido declínio, ao qual se atribuem variadas causas: guerras de sucessão, crises agrárias que fizeram eclodir revoltas locais, o aumento da intolerância religiosa para com a maioria não muçulmana e, finalmente, o golpe dado pelo colonialismo britânico. O último imperador, Bahadur Xá II, cujo domínio efetivo se restringia à cidade de Deli, foi aprisionado e depois exilado pelos britânicos em consequência de seu envolvimento na Revolta dos Sipais.
A era clássica do império iniciou-se com a ascensão ao trono de Aquebar em 1556 e chegou ao fim com a morte de Aurangzeb em 1707. Durante este período, o império caracterizou-se por uma administração eficiente e altamente centralizada, que interconetou as diferentes regiões da Índia. A exemplo do Taj Mahal, todos os monumentos significativos edificados pelos mogóis — o seu mais visível legado — provêm desta época.
Embora o império Mogol tenha sido criado e sustentado por guerras militares, ele não suprimiu vigorosamente as culturas e as pessoas que veio a governar; em vez disso, os equalizou e aplacou por meio de novas práticas administrativas, e diversas elites governantes, levando a regras mais eficientes, centralizadas e padronizadas. A base da riqueza coletiva do império eram os impostos agrícolas, instituídos pelo terceiro imperador mogol, Aquebar. Esses impostos, que somavam bem mais da metade da produção de um agricultor camponês, eram pagos na bem regulamentada moeda de prata e levavam camponeses e artesãos a entrar em mercados maiores.
A relativa paz mantida pelo império durante grande parte do século XVII foi um fator na expansão econômica da Índia, sinalizando a protoindustrialização. A presença crescente da Europa no oceano Índico e sua crescente demanda por matérias-primas e produtos acabados indianos criaram uma riqueza ainda maior nas cortes mogóis. Houve um consumo mais conspícuo entre a elite Mogol, resultando em maior patrocínio da pintura, formas literárias, têxteis e arquitetura, especialmente durante o reinado de Xá Jeã. Entre os Patrimônios Mundiais da UNESCO no Império Mogol no sul da Ásia estão: Forte Agra, Fatehpur Sikri, Forte Vermelho, Tumba de Humaium, Forte Lahore, Jardins Shalamar e o Taj Mahal, que é descrito como "a joia da arte muçulmana na Índia e uma das as obras-primas universalmente admiradas do patrimônio mundial".

## Nome
Os contemporâneos referiam-se ao império fundado por Babur como o Império Timúrida, que refletia a herança de sua dinastia, e este era o termo preferido pelos próprios mogóis.
A designação mogol para sua própria dinastia era Gurcani (em persa: گورکانیان; romaniz.: Gūrkāniyān, que significa "genros"). O uso de "mogol" derivou da corrupção árabe e persa de "mongol" e enfatizou as origens mongóis da dinastia timúrida. O termo ganhou popularidade durante o século XIX, mas continua sendo disputado pelos indólogos. Termos semelhantes foram usados para se referir ao império, incluindo "Mogul" e "Moghul". No entanto, os ancestrais de Babur eram nitidamente distintos dos mongóis clássicos, na medida em que eram orientados para a cultura persa em vez de turco-mongol.

## História

### Babur e Humaium
O Império Mogol foi fundado por Babur (reinou de 1526 a 1530), um governante da Ásia Central descendente do conquistador turco-mongol Tamerlão (o fundador do Império Timúrida) por parte de pai e de Gengis Cã por parte de mãe. Expulso de seus domínios ancestrais na Ásia Central, Babur voltou-se para a Índia para satisfazer suas ambições. Ele se estabeleceu em Cabul e então avançou continuamente para o sul, para a Índia, do Afeganistão através do Passo Khyber. As forças de Babur ocuparam grande parte do norte da Índia após sua vitória em Panipat em 1526. A preocupação com guerras e campanhas militares, entretanto, não permitiu ao novo imperador consolidar os ganhos que havia obtido na Índia.

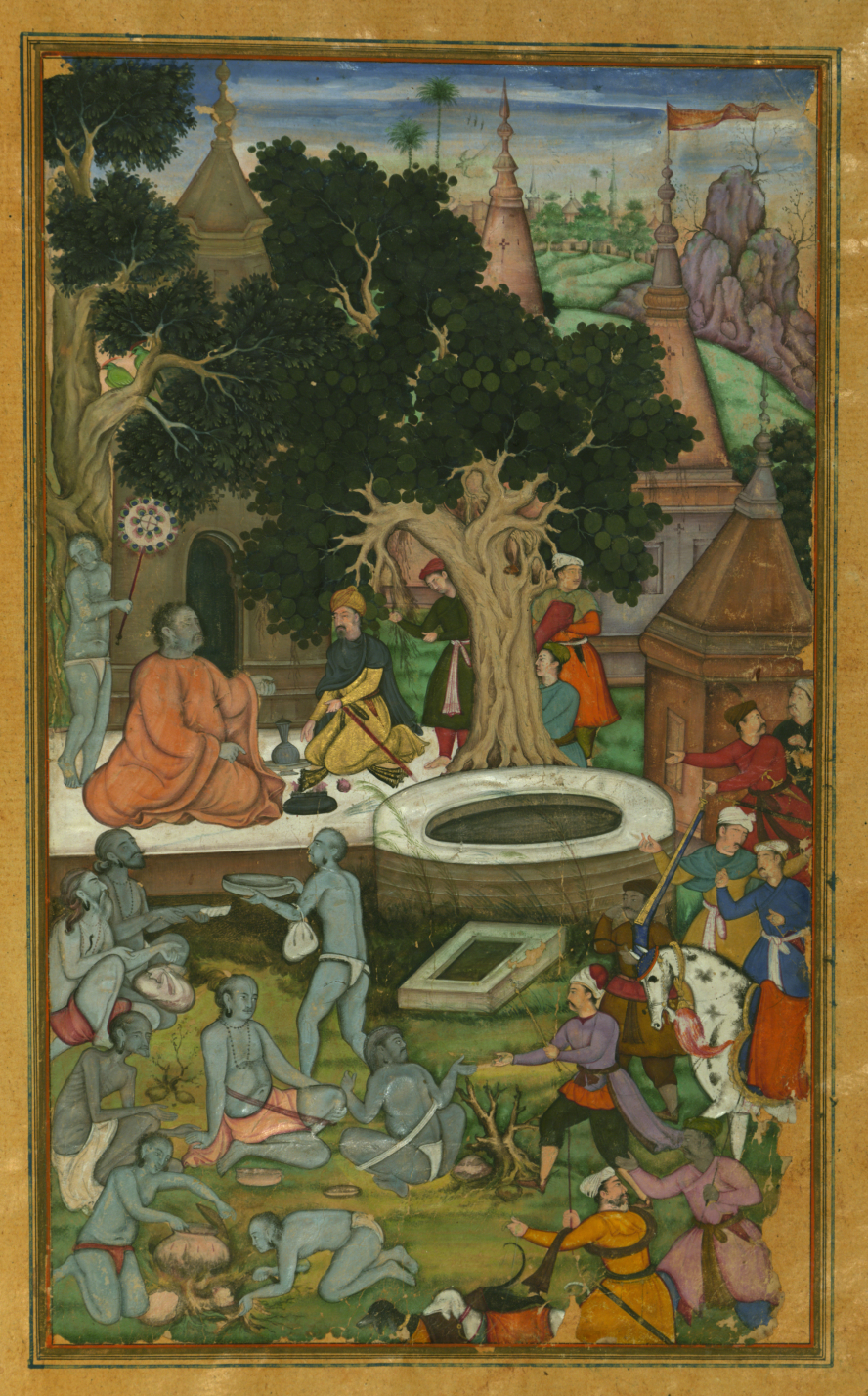
Babur e seus guerreiros visitando um templo Hindu

A instabilidade do império tornou-se evidente com seu filho, Humaium (reinou de 1530 a 1556), que foi forçado ao exílio na Pérsia pelos rebeldes. O Império Sur (1540-1555), fundado por Xer Xá Suri (reinou de 1540-1545), interrompeu brevemente o governo Mogol. O exílio de Humaium na Pérsia estabeleceu laços diplomáticos entre as cortes Safavid e Mogol, e levou ao aumento da influência cultural persa no Império Mogol. O retorno triunfante de Humaiumda Pérsia em 1555 restaurou o governo Mogol, mas ele morreu em um acidente no ano seguinte.

### Aquebar a Aurangzeb
Aquebar (reinou de 1556–1605) nasceu Jalal-ud-din Muhammad no Forte Rajput Umarkot, filho de Humaium e sua esposa Hamida Banu Begum, uma princesa persa. Aquebar subiu ao trono sob o comando de um regente, Bairã Cã, que ajudou a consolidar o Império Mogol na Índia. Por meio da guerra e da diplomacia, Aquebar foi capaz de estender o império em todas as direções e controlar quase todo o subcontinente indiano ao norte do rio Godavari. Ele criou uma nova elite governante leal a ele, implementou uma administração moderna e incentivou o desenvolvimento cultural. Ele aumentou o comércio com empresas comerciais europeias. A Índia desenvolveu uma economia forte e estável, levando à expansão comercial e ao desenvolvimento econômico. Aquebar permitiu a liberdade de religião em sua corte e tentou resolver diferenças sociopolíticas e culturais em seu império estabelecendo uma nova religião, Din-i-Ilahi, com fortes características de um culto governante. Ele deixou seu filho um estado internamente estável, que estava no meio de sua idade de ouro, mas em pouco tempo surgiram sinais de fraqueza política.
Jahangir (nascido Salim, reinou de 1605–1627) nasceu para Aquebar e sua esposa Mariam-uz-Zamani, uma princesa indiana Rajput. Ele "era viciado em ópio, negligenciava os assuntos do Estado e estava sob a influência de camarilhas rivais da corte". Xá Jeã (reinou de 1628 a 1658) nasceu para Jahangir e sua esposa Jagat Gosaini, uma princesa Rajput. Durante o reinado de Xá Jeã, o esplendor da corte Mogol atingiu seu auge, como exemplificado pelo Taj Mahal. O custo de manutenção do tribunal, no entanto, começou a exceder a receita que entrava.
O filho mais velho de Xá Jeã, o liberal Dara Xico, tornou-se regente em 1658, como resultado da doença de seu pai. Dara defendeu uma cultura hindu-muçulmana sincrética. Com o apoio da ortodoxia islâmica, no entanto, um filho mais novo de Xá Jeã, Aurangzeb (reinou de 1658 a 1707), assumiu o trono. Aurangzeb derrotou Dara em 1659 e executou-o. Embora Xá Jeã tenha se recuperado totalmente de sua doença, Aurangzeb o declarou incompetente para governar e manteve Xá Jeã preso até sua morte em 1666.:68 Durante o reinado de Aurangzeb, o império ganhou força política mais uma vez e se tornou a economia mais poderosa do mundo. Aurangzeb estabeleceu totalmente a sharia ao compilar Fatwa Alamgiri. Ele expandiu o império para incluir quase todo o Sul da Ásia,:1 mas em sua morte em 1707, "muitas partes do império estavam em revolta aberta". Aurangzeb é considerado o rei mais controverso da Índia, com alguns historiadores argumentando que seu conservadorismo religioso e intolerância minaram a estabilidade da sociedade mogol, enquanto outros historiadores questionam isso, observando que ele construiu templos hindus, empregou significativamente mais hindus em sua burocracia imperial do que seus antecessores fizeram, opôs-se ao preconceito contra hindus e muçulmanos xiitas,:50 e casou-se com a princesa hindu Rajput Nawab Bai.

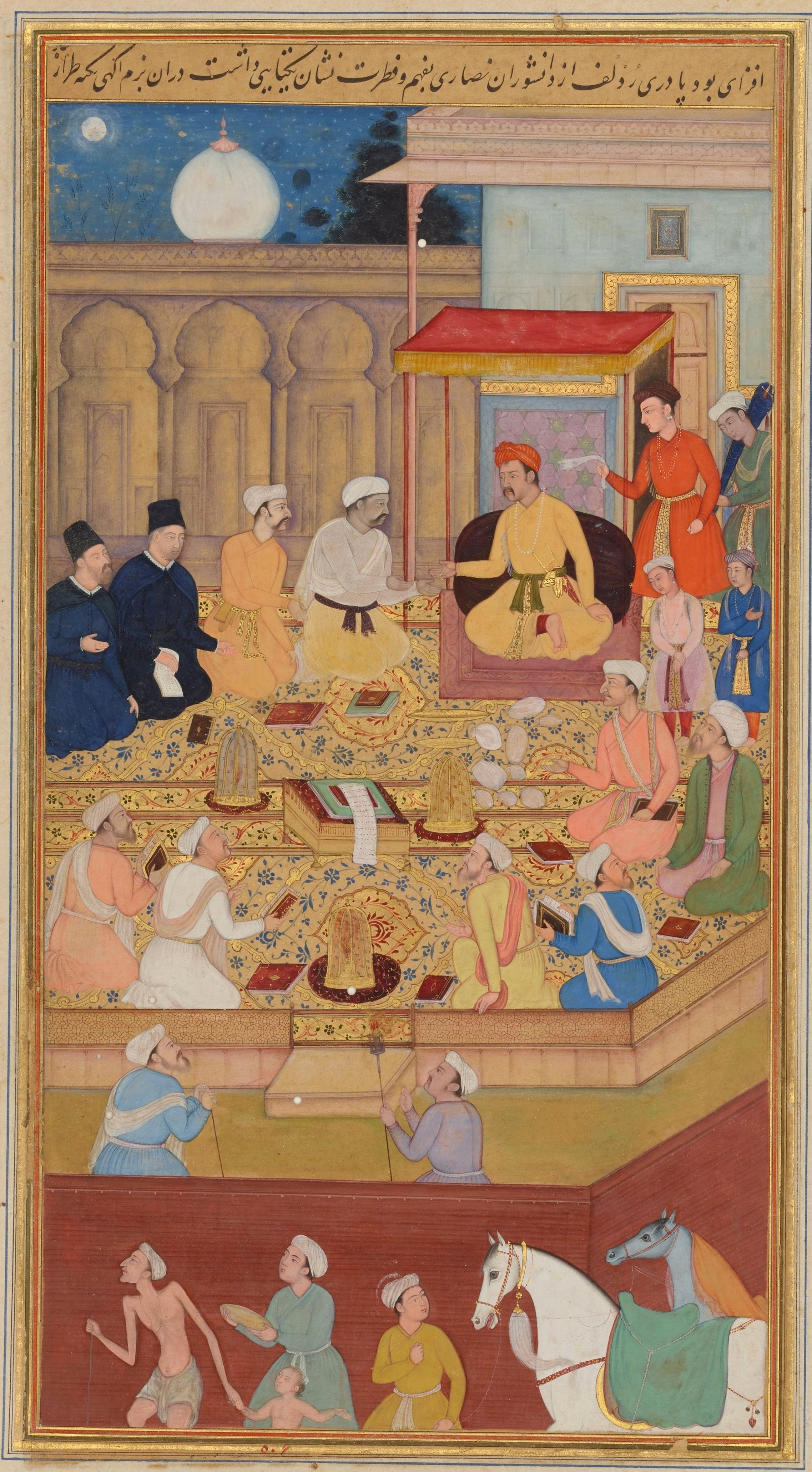
Aquebar realiza uma assembleia religiosa de diferentes credos no Ibadate Cana em Fatehpur Sikri

### Declínio
O filho de Aurangzeb, Badur I, revogou as políticas religiosas de seu pai e tentou reformar a administração. "No entanto, após sua morte em 1712, a dinastia mogol afundou no caos e em violentas feudos. Somente em 1719, quatro imperadores ascenderam sucessivamente ao trono".
Durante o reinado de Maomé Xá (reinou de 1719 a 1748), o império começou a se desintegrar e vastas extensões da Índia central passaram dos mogóis a os maratas. A longínqua campanha indiana de Nader Xá, que havia anteriormente restabelecido a suserania iraniana sobre a maior parte da Ásia Ocidental, o Cáucaso e a Ásia Central, culminou com o Saque de Deli e destruiu os restos do poder e prestígio mogol. Muitas das elites do império agora procuravam controlar seus próprios negócios e se separaram para formar reinos independentes. Mas, de acordo com Sugata Bose e Aixa Jalal, o imperador mogol continuou a ser a mais alta manifestação de soberania. Não apenas a pequena nobreza muçulmana, mas os líderes maratas, hindus e sikhs participaram dos reconhecimentos cerimoniais do imperador como soberano da Índia.
Enquanto isso, algumas políticas regionais dentro do cada vez mais fragmentado Império mogol envolveram o estado em conflitos globais, levando apenas à derrota e perda de território durante as Guerras Carnáticas e a Guerra de Bengala.
O imperador mogol Xá Alã II (1759-1806) fez tentativas inúteis de reverter o declínio mogol, mas acabou tendo que buscar proteção do emir afegão, Amade Xá Abedali, o que levou à Terceira Batalha de Panipate entre o Império Maratha e o Afegãos (liderados por Abedali) em 1761. Em 1771, os Maratas recapturaram Deli do controle afegão e em 1784 eles se tornaram oficialmente os protetores do imperador em Deli, um estado de coisas que continuou até depois da Terceira Guerra Anglo-Marathi. A Companhia Britânica das Índias Orientais mais tarde se tornou a protetora da dinastia mogol em Deli. A British East India Company assumiu o controle da antiga província mogol de Bengala-Biar em 1793, após abolir o domínio local (Nizamat) que durou até 1858, marcando o início da era colonial britânica no subcontinente indiano. Em 1857, uma parte considerável da antiga Índia mogol estava sob o controle da Companhia das Índias Orientais. Após uma derrota esmagadora na guerra de 1857-1858 que ele nominalmente liderou, o último mogol, Badur Xá Zafar, foi deposto pela Companhia Britânica das Índias Orientais e exilado em 1858. Através da Lei do Governo da Índia de 1858, a Coroa Britânica assumiu controle dos territórios controlados pela Companhia das Índias Orientais na Índia na forma do novo Raj britânico. Em 1876, a Rainha Victoria britânica assumiu o título de Imperatriz da Índia.

### Causas do declínio
Os historiadores ofereceram inúmeras explicações para o rápido colapso do Império mogol entre 1707 e 1720, após um século de crescimento e prosperidade. Em termos fiscais, o trono perdeu as receitas necessárias para pagar seus chefes, os emires (nobres) e suas comitivas. O imperador perdeu autoridade, pois os amplamente dispersos oficiais imperiais perderam a confiança nas autoridades centrais e fizeram seus próprios acordos com homens locais de influência. O exército imperial atolado em longas e fúteis guerras contra os mais agressivos Maratas, perdeu seu espírito de luta. Finalmente veio uma série de rixas políticas violentas pelo controle do trono. Após a execução do imperador Farruquesiar em 1719, os estados sucessores mogóis locais assumiram o poder região após região.
Cronistas contemporâneos lamentaram a decadência que testemunharam, um tema captado pelos primeiros historiadores britânicos que queriam enfatizar a necessidade de um rejuvenescimento liderado pelos britânicos.

### Visões modernas no declínio
Desde a década de 1970, os historiadores adotaram várias abordagens para o declínio, com pouco consenso sobre qual fator era dominante. As interpretações psicológicas enfatizam a depravação em lugares altos, luxo excessivo e visões cada vez mais estreitas que deixaram os governantes despreparados para um desafio externo. Uma escola marxista (liderada por Irfan Habib e baseada na Universidade Aligarh Muslim) enfatiza a exploração excessiva do campesinato pelos ricos, que despojou a vontade e os meios para apoiar o regime. Karen Leonard enfocou o fracasso do regime em trabalhar com os banqueiros hindus, cujo apoio financeiro era cada vez mais necessário; os banqueiros então ajudaram a Maratha e os britânicos. Em uma interpretação religiosa, alguns estudiosos argumentam que as potências hindus se revoltaram contra o governo de uma dinastia muçulmana. Finalmente, outros estudiosos argumentam que a própria prosperidade do Império inspirou as províncias a alcançar um alto grau de independência, enfraquecendo assim a corte imperial.

## Economia
A economia indiana era grande e próspera sob o Império mogol. Durante a era mogol, o produto interno bruto (PIB) da Índia em 1600 foi estimado em cerca de 22% da economia mundial, a segunda maior do mundo, atrás apenas da China Ming, mas maior que a Europa. Em 1700, o PIB da Índia mogol havia aumentado para 24% da economia mundial, o maior do mundo, maior do que China Qing e a Europa Ocidental. A Índia mogol era a líder mundial na manufatura, produzindo cerca de 25% da produção industrial mundial até ao século XVIII. O crescimento do PIB da Índia aumentou sob o Império mogol, com o PIB da Índia tendo uma taxa de crescimento mais rápida durante a era mogol do que nos 1 500 anos anteriores à era mogol. A economia mogol da Índia foi descrita como uma forma de protoindustrialização, como a da Europa Ocidental do século XVIII antes da Revolução Industrial.
Os mogóis foram responsáveis pela construção de um extenso sistema de estradas, criando uma moeda uniforme e a unificação do país. 185–204 O império tinha uma extensa rede de estradas, que era vital para a infraestrutura econômica, construída por um público departamento de obras criado pelos mogóis que projetou, construiu e manteve estradas ligando vilas e cidades em todo o império, tornando o comércio mais fácil de conduzir.
A principal base da riqueza coletiva do império eram os impostos agrícolas, instituídos pelo terceiro imperador mogol, Aquebar. Esses impostos, que somavam bem mais da metade da produção de um agricultor camponês, eram pagos na bem regulamentada moeda de prata e levavam camponeses e artesãos a entrar em mercados maiores.

### Cunhagem
Os mogóis adotaram e padronizaram as moedas rupia (rupiya, ou prata) e barragem (cobre) introduzidas pelo imperador Sur Xer Xá Suri durante seu breve governo. A moeda era inicialmente de 48 barragens para uma única rúpia no início do reinado de Aquebar, antes de mais tarde se tornar 38 barragens para uma rúpia na década de 1580, com o valor da barragem aumentando ainda mais no século XVII como resultado de novos usos industriais para o cobre, como em canhões de bronze e utensílios de latão. A barragem foi inicialmente a moeda mais comum na época de Aquebar, antes de ser substituída pela rupia como a moeda mais comum em reinados subsequentes. O valor da barragem valia mais tarde 30 a uma rúpia no final do reinado de Jahangir, e então 16 a uma rúpia na década de 1660. Os mogois cunharam moedas com alta pureza, nunca caindo abaixo de 96% e sem degradação até a década de 1720.
Apesar de a Índia ter seus próprios estoques de ouro e prata, os mogóis produziram um mínimo de ouro próprio, mas principalmente moedas cunhadas em barras importadas, como resultado da forte economia do império voltada para as exportações, com demanda global por produtos agrícolas e industriais indianos atraindo um fluxo constante de metais preciosos para a Índia. Cerca de 80% das importações Mughal da Índia foram metais preciosos, principalmente prata, com as principais fontes de ouro importado incluindo o Novo Mundo e o Japão, que por sua vez importou grandes quantidades de têxteis e seda da província de Bengala Subah.

### Trabalho
A força de trabalho do Império Mogol no início do século XVII consistia em cerca de 64% no setor primário (incluindo agricultura), mais de 11% no setor secundário (manufatura) e cerca de 25% no setor terciário (serviços). A força de trabalho de Mughal Índia tinha uma porcentagem maior no setor não primário do que a força de trabalho da Europa na época; a agricultura representava 65-90% da força de trabalho da Europa em 1700 e 65-75% em 1750, incluindo 65% da força de trabalho da Inglaterra em 1750. O historiador Shireen Moosvi estima que, em termos de contribuições para a economia mogol, no final do século XVI, o setor primário contribuía com 52%, o setor secundário com 18% e o setor terciário com 29%; o setor secundário contribuiu com uma porcentagem maior do que na Índia britânica do início do século XX, onde o setor secundário contribuiu com apenas 11% para a economia. Em termos de divisão urbano-rural, 18% da força de trabalho mogol indiana era urbana e 82% rural, contribuindo com 52% e 48% para a economia, respectivamente.
Salários reais e padrões de vida na Bengala mogol do século XVIII e no sul da Índia eram mais altos do que na Grã-Bretanha, que por sua vez tinha os mais altos padrões de vida na Europa. De acordo com o historiador econômico Paul Bairoch, tanto a Índia quanto a China tinham um PNB per capita mais alto do que a Europa até o final do século XVIII, antes que a renda per capita da Europa Ocidental aumentasse após 1800. De acordo com Moosvi, a Índia Mughal também tinha uma renda per capita 1,24% maior no final do século XVI do que a Índia britânica no início do século XX. No entanto, em um sistema em que a riqueza era acumulada pelas elites, os salários para o trabalho manual eram menores, embora não menos do que os salários do trabalho na Europa da época. Na Índia mogol, havia uma atitude geralmente tolerante em relação aos trabalhadores manuais, com alguns cultos religiosos no norte da Índia orgulhosamente afirmando um status elevado para o trabalho manual. Embora a escravidão também existisse, ela era limitada principalmente aos empregados domésticos.

### Agricultura
A produção agrícola indiana aumentou durante o Império Mogol. Uma variedade de safras foi cultivada, incluindo safras alimentares, como trigo, arroz e cevada, e safras comerciais não alimentares, como algodão, índigo e ópio. Em meados do século XVII, os cultivadores indianos começaram a cultivar extensivamente duas novas safras nas Américas, milho e tabaco.
A administração mogol enfatizou a reforma agrária, que começou sob o imperador não-mogol Xer Xá Suri, obra que Aquebar adotou e promoveu com mais reformas. A administração civil era organizada de forma hierárquica com base no mérito, com as promoções baseadas no desempenho. O governo mogol financiou a construção de sistemas de irrigação em todo o império, o que produziu safras muito mais altas e aumentou a base de receita líquida, levando ao aumento da produção agrícola.
Uma grande reforma mogol introduzida por Aquebar foi um novo sistema de receita de terras chamado zabt. Ele substituiu o sistema de tributos, anteriormente comum na Índia e usado por Tocugaua no Japão na época, por um sistema tributário monetário baseado em uma moeda uniforme. O sistema de receita tendia a favor de safras comerciais de maior valor, como algodão, índigo, cana-de-açúcar, safras florestais e ópio, proporcionando incentivos estaduais para o cultivo de safras comerciais, além da crescente demanda do mercado. Sob o sistema zabt, os mogóis também realizaram um extenso levantamento cadastral para avaliar a área de terra cultivada com arado, com o Estado mogol incentivando um maior cultivo da terra, oferecendo períodos de isenção de impostos para aqueles que trouxessem novas terras para cultivo. A expansão da agricultura e do cultivo continuou sob imperadores mogóis posteriores, incluindo Aurangzeb, cujo edito firma de 1665 afirmava: "toda a elevada atenção e desejos do imperador são devotados ao aumento da população e cultivo do Império e ao bem-estar de todo o campesinato e todo o povo".
A agricultura mogol estava de certa forma avançada em comparação com a agricultura europeia da época, exemplificada pelo uso comum da semeadora entre os camponeses indianos antes de sua adoção na Europa. Enquanto o camponês médio em todo o mundo era hábil apenas em cultivar poucas safras, o camponês indiano médio era hábil em cultivar uma grande variedade de safras alimentícias e não alimentícias, aumentando sua produtividade. Os camponeses indianos também se adaptaram rapidamente a novas safras lucrativas, como milho e tabaco do Novo Mundo, sendo rapidamente adotados e amplamente cultivados em toda a Índia Mogol entre 1600 e 1650. Os agricultores bengalis aprenderam rapidamente técnicas de cultivo de amoreira e sericultura, estabelecendo o Subá de Bengala como uma importante região produtora de seda do mundo. As usinas de açúcar surgiram na Índia pouco antes da era mogol. A evidência do uso de uma barra de tração para a moagem de açúcar aparece em Deli em 1540, mas também pode ser anterior, e foi usada principalmente no subcontinente indiano do norte. Os laminadores de açúcar com engrenagens surgiram pela primeira vez na Índia Mogol, usando o princípio dos rolos e também da engrenagem helicoidal, no século XVII.
De acordo com o historiador econômico Immanuel Wallerstein, citando evidências de Irfan Habib, Percival Spear e Ashok Desai, a produção agrícola per capita e os padrões de consumo na Índia mogol do século XVII eram provavelmente maiores do que na Europa do século XVII e certamente maiores do que a Índia britânica no início do século XX. O aumento da produtividade agrícola levou à redução dos preços dos alimentos. Por sua vez, isso beneficiou a indústria têxtil indiana. Em comparação com a Grã-Bretanha, o preço dos grãos era cerca de metade no sul da Índia e um terço em Bengala, em termos de moedas de prata. Isso resultou em preços mais baixos das moedas de prata para os têxteis indianos, dando-lhes uma vantagem de preço nos mercados globais.

### Manufaturação industrial
Até ao século XVIII a Índia Mogol era a mais importante centro de manufatura no comércio internacional. Até 1750, a Índia produzia cerca de 25% da produção industrial mundial. Bens manufaturados e safras comerciais do Império Mogol foram vendidos em todo o mundo. As principais indústrias incluem têxteis, construção naval e aço. Os produtos processados incluem têxteis de algodão, fios, fios, seda, produtos de juta, artigos de metal e alimentos como açúcar, óleos e manteiga. O crescimento das indústrias manufatureiras no subcontinente indiano durante o período mogol foi nos séculos 17-18 foi referido como uma forma de protoindustrialização, semelhante à Europa Ocidental do século XVIII antes da Revolução Industrial.
No início da Europa moderna, havia uma demanda significativa por produtos da Índia Mogol, especialmente tecidos de algodão, bem como produtos como especiarias, pimentas, índigo, sedas e salitre (para uso em munições). A moda europeia, por exemplo, tornou-se cada vez mais dependente dos têxteis e sedas dos indianos mogóis. Do final do século XVII ao início do século XVIII, a Índia Mogol foi responsável por 95% das importações britânicas da Ásia, e a província de Bengala Subah sozinha respondeu por 40% das importações holandesas da Ásia. Em contraste, havia muito pouca demanda por produtos europeus na Índia Mogol, que era amplamente autossuficiente, portanto, os europeus tinham muito pouco a oferecer, exceto por alguns tecidos de lã, metais não processados e alguns itens de luxo. O desequilíbrio comercial fez com que os europeus exportassem grandes quantidades de ouro e prata para a Índia Mogol, a fim de pagar pelas importações do sul da Ásia. Produtos indianos, especialmente aqueles de Bengala, também foram exportados em grandes quantidades para outros mercados asiáticos, como Indonésia e Japão.

### Industria têxtil
A maior indústria manufatureira no Império Mogol era a manufatura têxtil, especialmente a manufatura de tecidos de algodão, que incluía a produção de artigos de peça, chálicos e musselinas, disponíveis crus e em uma variedade de cores. A indústria têxtil de algodão foi responsável por grande parte do comércio internacional do império. A Índia teve uma participação de 25% do comércio global de têxteis no início do século XVIII. Os têxteis de algodão indianos foram os produtos manufaturados mais importantes no comércio mundial no século XVIII, consumidos em todo o mundo, das Américas ao Japão. No início do século XVIII os têxteis indianos mogóis vestiam todo o subcontinente indiano, sudeste da Ásia, Europa, Américas, África e Oriente Médio. O centro de produção de algodão mais importante era a província de Bengala, especialmente em torno de sua capital, Daca.
Bengala foi responsável por mais de 50% dos têxteis e cerca de 80% das sedas importadas pelos holandeses da Ásia, Seda bengali e têxteis de algodão foram exportados em grandes quantidades para a Europa, Indonésia e Japão,: 202 e bengali têxteis de musselina de Daca foram vendidos na Ásia Central, onde eram conhecidos como têxteis "daka". Os têxteis indianos dominaram o comércio do Oceano Índico durante séculos, foram vendidos no comércio do Oceano Atlântico e tiveram uma participação de 38% no comércio da África Ocidental no início do século XVIII, enquanto os calicós indianos eram uma grande força na Europa, e os têxteis indianos representavam 20% do comércio inglês total com o sul da Europa no início do século XVIII.

O descaroçador de algodão de engrenagem sem-fim, que foi inventado na Índia durante o início da era do Sultanato de Deli dos séculos XIII e XIV, entrou em uso no Império Mogol por volta do século XVI, e ainda é usado na Índia até os dias atuais Outra inovação, a incorporação da manivela no descaroçador de algodão, apareceu pela primeira vez na Índia em algum momento durante o Sultanato de Deli ou no início do Império Mogol. A produção de algodão, que pode ter sido amplamente fiado nas aldeias e depois levado para as cidades na forma de fio para ser tecido em tecidos de tecido, avançou com a difusão da roda de fiar pela Índia pouco antes da era mogol, reduzindo a custos do fio e ajudando a aumentar a demanda por algodão. A difusão da roda giratória e a incorporação da engrenagem helicoidal e da manivela no descaroçador de algodão levou a uma grande expansão da produção têxtil de algodão indiano durante a era mogol.

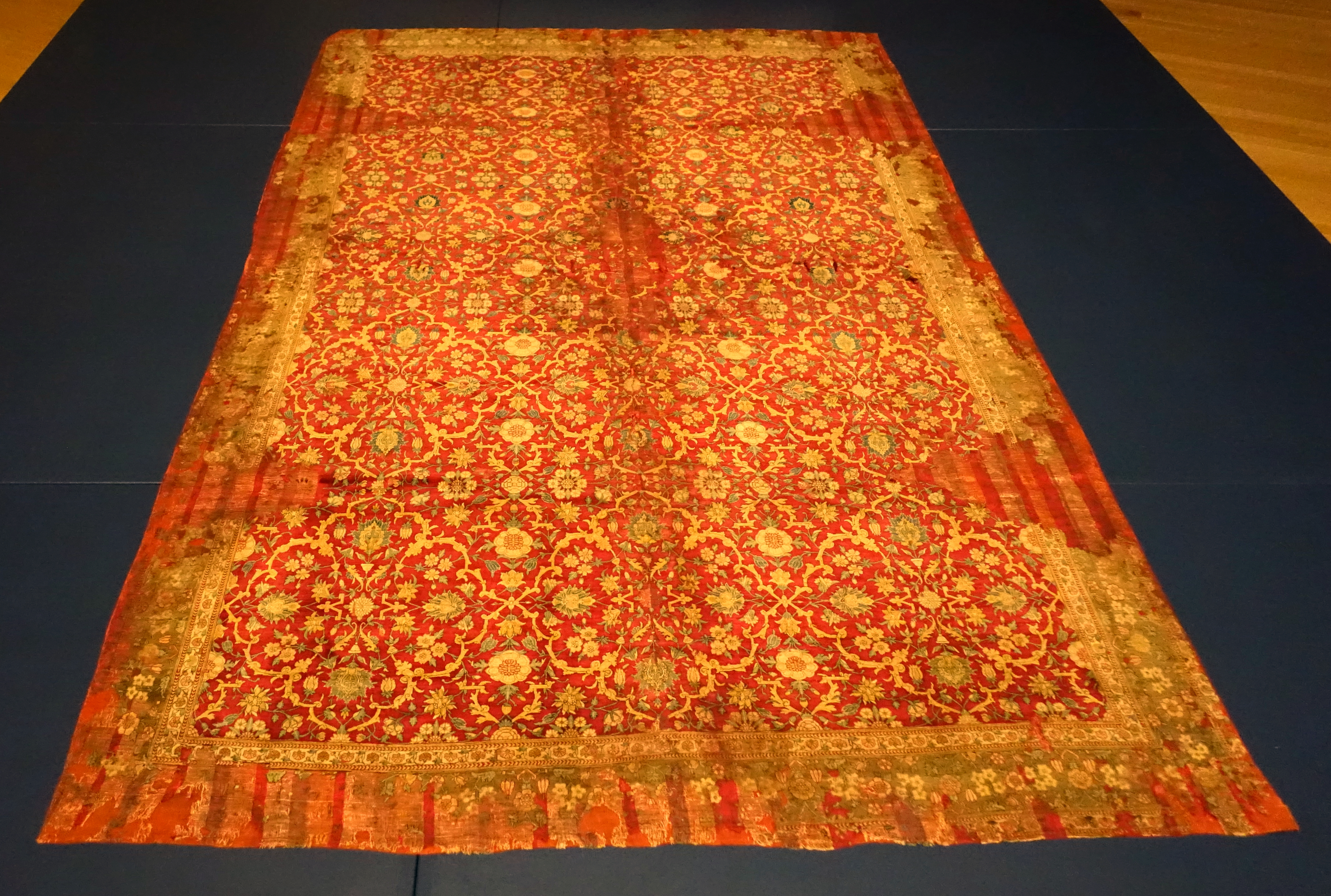
Carpete mogol em Laore

“Certa vez, o imperador mogol Aquebar perguntou a seus cortesãos qual era a flor mais bonita. Alguns diziam rosa, de cujas pétalas foram destiladas o itr precioso, outros, o lótus, glória de cada aldeia indígena. Mas Birbal disse: “A cápsula do algodão”. Houve uma risada desdenhosa e Aquebar pediu uma explicação. Birbal disse: “Sua Majestade, do caroço do algodão vem o tecido fino apreciado pelos mercadores do outro lado do mar que tornou seu império famoso em todo o mundo. O perfume da sua fama excede em muito o perfume de rosas e jasmim. É por isso que digo que a cápsula do algodão é a flor mais bonita.”

### Indústria de construção naval
A Índia Mogol tinha uma grande indústria de construção naval, que também era amplamente centrada na província de Bengala. O historiador econômico Indrajit Ray estima a produção de construção naval de Bengala durante os séculos XVI e XVII em 223 250 toneladas anuais, em comparação com 23 061 toneladas produzidas em 19 colônias na América do Norte de 1769 a 1771. Ele também avalia a reparação de navios como muito avançada em Bengala.
A construção naval indiana, especialmente na Bengala, avançou em comparação com a construção naval europeia da época, com os indianos vendendo navios para empresas europeias. Uma inovação importante na construção naval foi a introdução de um design de convés nivelado nos navios de arroz de Bengala, resultando em cascos mais fortes e menos propensos a vazar do que os cascos estruturalmente fracos de navios europeus tradicionais construídos com um design de convés escalonado. A Companhia Britânica das Índias Orientais posteriormente duplicou os projetos do convés e do casco dos navios de arroz de Bengala na década de 1760, levando a melhorias significativas na navegabilidade e navegação dos navios europeus durante a Revolução Industrial.

### Subah de Bengala
A província do Subah de Bengala foi especialmente próspera desde a época de sua aquisição pelos mogóis em 1590 até que a Companhia Britânica das Índias Orientais assumiu o controle em 1757. Foi a província mais rica do Império Mogol. Internamente, grande parte da Índia dependia de produtos bengalis, como arroz, sedas e tecidos de algodão. No exterior, os europeus dependiam de produtos bengalis, como tecidos de algodão, sedas e ópio; Bengala foi responsável por 40% das importações holandesas da Ásia, por exemplo, incluindo mais de 50% dos têxteis e cerca de 80% das sedas. De Bengala, o salitre também era enviado para a Europa, o ópio era vendido na Indonésia, a seda crua era exportada para o Japão e a Holanda e os tecidos de algodão e seda eram exportados para a Europa, Indonésia e Japão. Aquebar desempenhou um papel fundamental no estabelecimento de Bengala como um importante centro econômico, ao começar a transformar muitas das selvas em fazendas. Assim que conquistou a região, ele trouxe ferramentas e homens para limpar as selvas a fim de expandir o cultivo e trouxe sufis para abrir as selvas para a agricultura. Bengala foi posteriormente descrita como o Paraíso das Nações pelos imperadores mogóis. Os mogóis introduziram reformas agrárias, incluindo o moderno calendário bengali. O calendário desempenhou um papel vital no desenvolvimento e organização das colheitas, arrecadação de impostos e cultura bengali em geral, incluindo os festivais de ano novo e outono. A província era uma produtora líder de grãos, sal, frutas, licores e vinhos, metais preciosos e ornamentos. Sua indústria de teares manuais floresceu sob mandados reais, tornando a região um centro do comércio mundial de musselina, que atingiu o pico nos séculos XVII e XVIII. A capital da província, Daca, tornou-se a capital comercial do império. Os mogóis expandiram terras cultivadas no delta de Bengala sob a liderança dos sufis, o que consolidou a fundação da sociedade muçulmana bengali.
Após 150 anos de governo de vice-reis mogóis, Bengala ganhou semi-independência como domínio sob o Nawab de Bengala em 1717. Os Nawabs permitiram que empresas europeias estabelecessem feitorias em toda a região, incluindo empresas da Grã-Bretanha, França, Holanda, Dinamarca, Portugal e Áustria. Uma comunidade armênia dominava os serviços bancários e marítimos nas principais cidades. Os europeus consideravam Bengala o lugar mais rico para o comércio. No final do século XVIII os britânicos deslocaram a classe dominante mogol em Bengala.

## Cultura
A cultura mogol era baseada na cultura indo-persa e foi de grande importância para as culturas do sul e sudeste asiáticos.

### Língua
Embora o persa fosse a língua dominante e "oficial" do império, a língua da elite era uma forma persianizada de hindustâni chamada urdu. O idioma foi escrito em um tipo de escrita perso-árabe conhecido como Nastalique, e com convenções literárias e vocabulário especializado emprestado das línguas persa, árabe e turca; o dialeto eventualmente recebeu seu próprio nome de urdu. Os mogóis falavam o que mais tarde ficou conhecido como urdu, e no ano de 1700, os mogóis haviam formalizado a língua.

### Arquitetura
Os mogóis deram uma grande contribuição ao subcontinente indiano com o desenvolvimento de sua arquitetura indo-persa única. Muitos monumentos foram construídos durante a era mogol pelos imperadores muçulmanos, especialmente Xá Jeã, incluindo o Taj Mahal, classificado como Patrimônio Mundial da UNESCO considerado "a joia da arte muçulmana na Índia e uma das obras-primas universalmente admiradas do patrimônio mundial", atraindo de 7 a 8 milhões de visitantes únicos por ano. Os palácios, túmulos, jardins e fortes construídos pela dinastia estão hoje em Agra, Aurangabade, Deli, Daca, Fatehpur Sikri, Jaipur, Laore, Cabul, Sheikhupura e muitas outras cidades da Índia, Paquistão, Afeganistão e Bangladexe, tais como:
- Taj Mahal em Agra, Índia
- Forte Agra em Agra, Índia
- Buland Darwaza em Agra, Índia
- Tumba de Aquebar em Sicandra, Índia
- Tumba de Mariam-uz-Zamani em Sicandra, Índia
- Tumba de Humaium em Deli, Índia
- Mesquita Jama em Deli, Índia
- Forte Vermelho em Deli, Índia
- Sunder Nursery em Deli, Índia
- Purana Quila em Deli, Índia
- Sher Mandal em Deli, Índia
- Pinjore Gardens em Pinjor, Índia
- Shalimar Bagh em Serinagar, Índia
- Nishat Bagh em Serinagar, Índia
- Chasma Xai em Serinagar, Índia
- Pari Mahal em Srinagar, Índia
- Jardins Verinag em Srinagar, Índia
- Forte de Allahabad em Praiagraje, Índia
- Ponte Xai em Jaipur, Índia
- Bibi Ka Maqbara em Aurangabade, Índia
- Kos Minar em Harianá, Índia
- Baoli Ghaus Ali Xá em Farruquenagar, Índia
- Mesquita Badexai em Laore, Paquistão
- Jardins de Xalimar em Laore, Paquistão
- Forte de Laore em Laore, Paquistão
- Xai Hamã em Laore, Paquistão
- Mesquita Uazir Cã em Laore, Paquistão
- Tumba de Jahangir em Laore, Paquistão
- Tumba de Anarkali em Laore, Paquistão
- Tumba de Nur Jahan em Laore, Paquistão
- Tumba de Assife Cã em Laore, Paquistão
- Mesquita Begum Xai em Laore, Paquistão
- Aquebari Sarai em Laore, Paquistão
- Hirã Minar em Sheikhpura, Paquistão
- Mesquita Maabate Cã em Pexauar, Paquistão
- Mesquita Xai Eide Gá em Multão, Paquistão
- Mausoléu de Maçum Xá em Sucur, Paquistão
- Losar Baoli em Taxila, Paquistão
- Makli Necropolis em Tata, Paquiistão
- Mesquita Xá Jeã em Tata, Paquistão
- Mughal Eidgah em Daca, Bangladexe
- Forte Lalbagh em Daca, Bangladexe
- Xai Eidega em Silhete, Bangladexe
- Mughal Taacana em Chapai Nawabganj, Bangladexe
- Mesquita Sat Gambuj em Daca, Bangladexe
- Masjid-e-Siraj ud-Daulah em Chatigão, Bangladexe
- Mesquita Alacuri em Daca, Bangladexe
- Mesquita de Chauquebazar Xai em Daca, Bangladexe
- Mesquita de Laldigui em Ranguepur, Bangladexe
- Mesquita de Cã Maomé Merida em Daca, Bangladexe
- Mesquita de Uáli Cã em Chatigão, Bangladexe
- Mesquita de Xaista Cã, em Daca, Bangladexe
- Mesquita de Muça Cã, em Daca, Bangladexe
- Mesquita de Xabaz Cã, em Daca, Bangladexe
- Mesquita de Cartalabe Cã em Daca, Bangladexe
- Mesquita de Azimpur em Daca, Bangladexe
- Mesquita Goaldi em Sonargaon, Bangladexe
- Mesquita de Atia em Tangail, Bangladesh
- Mesquita de Arifail em Bramanbaria, Bangladexe
- Mesquita de Basra Xai em Noacali, Bangladexe
- Mesquita Cur em Culna, Bangladexe
- Mesquita de Naiabade em Dinajpur, Bangladexe
- Mesquita de Gaiebi Digui em Silhete, Bangladexe
- Hussaini Dalan em Daca, Bangladexe
- Bara Katra em Daca, Bangladexe
- Forte Hajiganj em Narayanganj, Bangladexe
- Forte Idrakpur em Munshiganj, Bangladexe
- Choto Katra em Daca, Bangladexe
- Forte Sonakanda em Narayanganj, Bangladexe
- Bagh-e-Babur em Cabul, Afeganistão
- Mesquita Xajaani em Cabul, Afeganistão

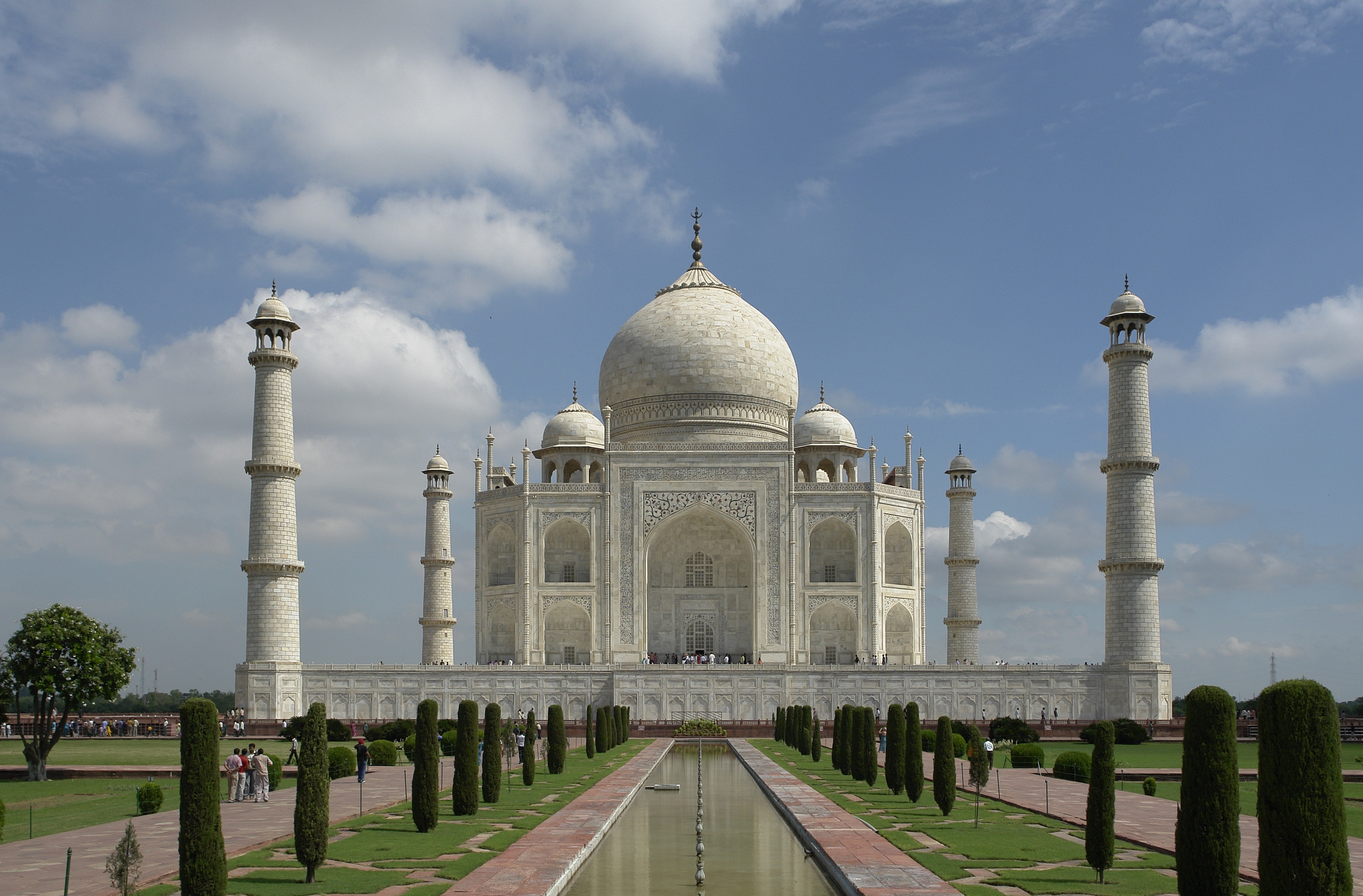
Taj Mahal, Agra

### Arte e literatura
A tradição artística mogol, expressa principalmente em miniaturas pintadas, bem como em pequenos objetos de luxo, era eclética, tomando emprestado elementos estilísticos e temáticos iranianos, indianos, chineses e do Renascimento europeu. Os imperadores mogóis frequentemente aceitavam encadernadores, ilustradores, pintores e calígrafos iranianos da corte safávida devido às semelhanças de seus estilos timúridas e devido à afinidade mogol pela arte e caligrafia iraniana. Miniaturas encomendadas pelos imperadores mogóis inicialmente focadas em grandes projetos ilustrando livros com cenas históricas agitadas e vida da corte, mas depois incluíram mais imagens individuais para álbuns, com retratos e pinturas de animais mostrando uma profunda apreciação pela serenidade e beleza do natural mundo. Por exemplo, o imperador Jahangir contratou artistas brilhantes como Ustad Mansur para retratar de forma realista a flora e fauna incomuns em todo o império.

## Demografia
O crescimento populacional da Índia acelerou sob o Império Mogol, com um aumento econômico e demográfico sem precedentes que impulsionou a população indiana em 60% a 253% em 200 anos durante 1500-1700. A população indiana teve um crescimento mais rápido durante a era mogol do que em qualquer ponto conhecido da história indiana antes da era mogol. O aumento da taxa de crescimento populacional foi estimulado pelas reformas agrárias mogóis que intensificaram a produção agrícola.:190 Na época do reinado de Aurangzeb, havia um total de 455 698 aldeias no Império Mogol.
| Ano  | População do Império Mogol | População total da Índia | % da população da Índia | População do mundo | Porcentagem da população do mundo |
| ---- | -------------------------- | ------------------------ | ----------------------- | ------------------ | --------------------------------- |
| 1500 | —                          | 100 000 000              | —                       | 425 000 000        | —                                 |
| 1600 | 115 000 000                | 130 000 000              | 89                      | 579 000 000        | 20                                |
| 1700 | 158 400 000                | 160 000 000              | 99                      | 679 000 000        | 23                                |

Cidades e vilas prosperaram sob o Império Mogol, que teve um grau de urbanização relativamente alto para a época, com 15% de sua população vivendo em centros urbanos. Isso era maior do que a porcentagem da população urbana na Europa contemporânea na época e maior do que a da Índia britânica no século XIX; o nível de urbanização na Europa não atingiu 15% até ao século XIX.
Sob o reinado de Aquebar em 1600, a população urbana do Império Mogol chegava a 17 milhões de pessoas, 15% da população total do império. Era maior do que toda a população urbana da Europa na época, e mesmo um século depois, em 1700, a população urbana da Inglaterra, Escócia e País de Gales não ultrapassava 13% de sua população total, enquanto a Índia britânica tinha uma população urbana população que era inferior a 13% de sua população total em 1800 e 9% em 1881, um declínio em relação ao início da era mogol. Em 1700, a Índia mogol tinha uma população urbana de 23 milhões de pessoas, maior do que a população urbana da Índia britânica de 22,3 milhões em 1871.
O historiador Nizamuddin Ahmad (1551–1621) relatou que, sob o reinado de Aquebar, havia 120 grandes cidades e 3 200 distritos. Várias cidades na Índia tinham uma população entre 250 e meio milhão de pessoas, com cidades maiores, incluindo Agra (no Subá de Agra) com até 800 000 habitantes, Lahore (em Lahore Subah) com até 700 000 habitantes, Daca (no Subá de Bengala) com mais de 1 milhão de pessoas, e Deli (no Subá de Deli) com mais de 600 000 pessoas.
As cidades agiam como mercados para a venda de mercadorias e forneciam lares para uma variedade de comerciantes, comerciantes, lojistas, artesãos, agiotas, tecelões, artesãos, funcionários e figuras religiosas. No entanto, várias cidades eram centros militares e políticos, ao invés de centros de manufatura ou comércio.

## Militar

### Império da pólvora
A Índia Mogol foi um dos três impérios islâmicos da pólvora, junto com o Império Otomano e a Pérsia Safávida. Quando foi convidado pelo governador de Lodi de Lahore, Daulate Cã, para apoiar sua rebelião contra o sultão Lodi Ibraim Cã, Babur estava familiarizado com armas de fogo de pólvora e artilharia de campanha, e um método para implantá-las. Babur contratou o especialista otomano Ustade Ali Culi, que mostrou a Babur a formação otomana padrão - artilharia e infantaria equipada com armas de fogo protegida por carroças no centro e arqueiros montados em ambas as alas. Babur usou esta formação na Primeira Batalha de Panipat em 1526, onde as forças afegãs e Rajapute leais ao Sultanato de Deli, embora superiores em número, mas sem as armas de pólvora, foram derrotadas. A vitória decisiva das forças timúridas é uma das razões pelas quais os oponentes raramente se encontram com os príncipes mogóis em batalhas campais ao longo da história do império. Na Índia, armas feitas de bronze foram recuperadas em Calecute (1504) e Diu (1533).
Fathullah Shirazi (c. 1582), um polímata persa e engenheiro mecânico que trabalhou para Aquebar, desenvolveu um dos primeiros disparos de múltiplas armas. Ao contrário dos políbolos e das bestas repetitivas usadas anteriormente na Grécia e na China antigas, respectivamente, a arma de disparo rápido de Shirazi tinha vários canos de arma que disparavam canhões de mão carregados com pólvora. Pode ser considerada uma versão de uma arma de vôlei.
Por volta do século XVII, os índios estavam fabricando uma grande variedade de armas de fogo; grandes armas em particular, tornaram-se visíveis em Tanjore, Daca, Bijapur e Murshidabad. Gujarāt forneceu salitre para a Europa para uso na guerra de pólvora durante o século XVII, e o Bengal Mgol e Mālwa também participaram da produção de salitre. Os holandeses, franceses, portugueses e ingleses usaram Chāpra como centro de refino de salitre.

### Foguetes e explosivos
No século XVI, Aquebar foi o primeiro a iniciar e usar foguetes cilíndricos de metal conhecidos como proibições, particularmente contra elefantes de guerra, durante a Batalha de Sambal. [139] Em 1657, o exército mogol usou foguetes durante o cerco de Bidar. As forças do Príncipe Aurangzeb dispararam foguetes e granadas enquanto escalavam as paredes. Sidi Marjan foi mortalmente ferido quando um foguete atingiu seu grande depósito de pólvora e, após 27 dias de duros combates, Bidar foi capturado pelos Mongóis.
Em A History of Greek Fire and Gunpowder, James Riddick Partington descreveu foguetes indianos e minas explosivas:
"Os foguetes de guerra indianos eram armas formidáveis antes de serem usados na Europa. Eles tinham varas de bam-boo, um corpo de foguete amarrado à haste e pontas de ferro. Eles foram direcionados ao alvo e disparados acendendo o pavio, mas a trajetória era bastante irregular. O uso de minas e contra-minas com cargas explosivas de pólvora é mencionado nos tempos de Aquebar e Jahāngir."
Mais tarde, os foguetes de Mysorean foram versões atualizadas dos foguetes mogóis usados durante o Cerco de Jinji pela progênie do Nawab de Arcot. O pai de Hyder Ali, Fatah Muhammad, o condestável de Budikote, comandou um corpo de 50 foguetes (Cushoon) para o Nawab de Arcot. Hyder Ali percebeu a importância dos foguetes e introduziu versões avançadas de foguetes de cilindro de metal. Esses foguetes viraram fortunas em favor do Sultanato de Mysore durante a Segunda Guerra Anglo-Mysore, particularmente durante a Batalha de Polilur. Por sua vez, os foguetes de Mysor foram a base para os foguetes Congreve, que a Grã-Bretanha implantou nas Guerras Napoleônicas contra a França e na Guerra de 1812 contra os Estados Unidos.

## Ciência

### Astronomia
Embora pareça ter havido pouca preocupação com a astronomia teórica, os astrônomos mogóis fizeram avanços na astronomia observacional e produziram quase uma centena de tratados Zij. Humaium construiu um observatório pessoal em Deli; Jahangir e Xá Jeã também pretendiam construir observatórios, mas não conseguiram. Os instrumentos astronômicos e técnicas de observação usados nos observatórios mogois foram derivados principalmente da astronomia islâmica. No século XVII o Império Mogol viu uma síntese entre a astronomia islâmica e hindu, onde instrumentos de observação islâmicos foram combinados com técnicas de cálculo hindus.
Durante o declínio do Império Mogol, o rei hindu Jai Singue II de Amber continuou o trabalho da astronomia mogol. No início do século XVIII construiu vários grandes observatórios chamados Iantra Mandires (ou Jantar Mantar), a fim de rivalizar com o observatório de Ulugue Begue em Samarcanda e para melhorar os cálculos hindus anteriores nos Sidantas e os dados das tabelas astronómicas sultanianas (Zij-i-Sultani) de Ulugue Begue. Os instrumentos que ele usou foram influenciados pela astronomia islâmica, enquanto as técnicas de cálculo foram derivadas da astronomia hindu.

### Química
Sake Dean Mahomed havia aprendido muito sobre a química mogol e entendido as técnicas usadas para produzir vários álcalis e sabonetes para produzir xampu. Ele também foi um escritor notável que descreveu o imperador mogol Xá Alã II e as cidades de Allahabad e Deli com riqueza de detalhes e também fez anotações sobre as glórias do Império Mogol. Na Grã-Bretanha, Sake Dean Mahomed foi nomeado cirurgião de shampoo dos reis Jorge IV e Guilherme IV.

### Metalurgia
Um dos instrumentos astronômicos mais notáveis inventados na Índia Mogol é o globo celestial contínuo. Foi inventado na Caxemira por Ali Kashmiri ibn Luqman em 998 AH (1589–1590), e vinte outros globos desse tipo foram produzidos posteriormente em Laore e Caxemira durante o Império Mogol. Antes de serem redescobertos na década de 1980, os metalúrgicos modernos acreditavam ser tecnicamente impossível produzir globos de metal sem costuras.